# Subor
Subor, Сюбор (кит. 小霸王 «маленький повелитель») — китайский производитель игровых приставок и компьютеров. Известен на постсоветском пространстве, где выпускал клоны консоли Nintendo Entertainment System (Famicom).

## История
Компания была основана в 1987 году под названием Nihwa Electronics Factory как производитель аркадных видеоигр.
В 1989 году Yihua Group назначила директором Nihwa Electronics Дуань Юнпина. Под его руководством в том же году был выпущен клон игровой консоли Nintendo Entertainment System модели D25. Клону дали название Xiǎo Bàwáng (кит. 小霸王, маленький завоеватель). Консоль продавалась по цене ниже, чем оригинальные консоли Nintendo, из-за чего и стала популярной в Китае.
В 1991 году Nihwa Electoronics Factory была переименована в Xiaobawang Company (на западе Subor).
Некоторые родители не предпочитали покупать эти консоли по рекреационным причинам, и поэтому в 1993 году консоли стали образовательными. В комплекте стали поставлять образовательное ПО, а консоли были сомвещены с клавиатурами.
Эти модели были сделаны на основе тайваньского Laser-310, содержащего в себе чип от Famicom. Они были названы Китайскими Обучающими Машинами Английского Языка (кит. 中英文电脑学习机).
В 1993 - 1994 годах была выпущена модель SB-218, а также улучшенные модели: SB-286 и SB-486. Джеки Чан стал представителем компании.
В 1995 году была выпущена консоль SB-926. Дуань Юнпин покинул компанию. Он не был удовлетворен финансовой структурой компании и тем фактом, что Yihua Group не будет давать ему или другим сотрудникам акции.
В 1998 году была выпущена последняя консоль семейства Xiǎo Bàwáng: SB-2000. Она использовала тот же самый чип MOS Technology 6502, но имела 512 КБ оперативной памяти. Вместе с ней в комплекте шла отдельная клавиатура, мышь и дисковод. У неё была командная строка, аналогичная MS-DOS.
В 2000 - 2015 годах из-за запрета на игровые консоли в Китае Xiaobawang Company не производила консоли. Компания специализировалась на других электронных продуктах, таких как словари. 
В 2004 году было создано несколько дочерних компаний; Xiaobawang Educational Electronics, Xiaobawang Digital Audio, Xiaobawang Electrical Appliances и Xiaobawang Kitchen.
В 2018 году была выпущена новая консоль Subor Z+.